# 爨雲
爨雲（?—?），北魏末年爨氏首领，是建宁郡同乐县（今云南省陆良县）人。
北魏孝明帝元诩时历任使持节、骠骑大将军、开府仪同三司、南宁州刺史，封同乐县侯。当时北魏并没有掌控云南地区，爨雲的南宁州刺史为遥领。爨雲碑在陆凉州南三十里。爨云碑清高宗乾隆年间尚在，后不知去向。